# Port lotniczy Burajda
Regionalne Lotnisko Księcia Najifa (IATA: ELQ, ICAO: OEGS), wcześniej port lotniczy Burajda – port lotniczy położony w Burajdzie, w prowincji Al-Kasim, w Arabii Saudyjskiej.

## Linie lotnicze i połączenia
| Linia Lotnicza                  | Kierunek                                          |
| ------------------------------- | ------------------------------------------------- |
| Air Arabia                      | 1. Kair 2. Szardża 3. Sauhadż                     |
| Air Cairo                       | 1. Kair 2. Sauhadż                                |
| AlMasria Universal Airlines     | 1. Kair                                           |
| Azerbaijan Airlines             | Sezonowe czartery: 1. Baku                        |
| EgyptAir                        | 1. Kair                                           |
| Etihad Airways                  | 1. Abu Zabi (od 24 lipca 2024)                    |
| flyadeal                        | 1. Dammam 2. Dżudda                               |
| Flydubai                        | 1. Dubaj                                          |
| Flynas                          | 1. Abha 2. Dammam 3. Dżudda Sezonowo: 1. Sarajewo |
| Gulf Air                        | 1. Bahrajn                                        |
| Jazeera Airways                 | 1. Kuwejt                                         |
| Nesma Airlines                  | 1. Kair 2. Hail                                   |
| Nile Air                        | 1. Kair 2. Sauhadż                                |
| Pakistan International Airlines | 1. Islamabad 2. Lahaur 3. Multan                  |
| Qatar Airways                   | 1. Doha                                           |
| Saudia                          | 1. Dubaj 2. Dżudda 3. Rijad                       |
| Turkish Airlines                | 1. Stambuł Sezonowo: 1. Rize                      |